# Aversionsterapi
Aversionsterapi är en form psykiatrisk behandling där ett negativt beteende kopplas samman med en obehaglig upplevelse, det vill säga att skapa en betingning emot det oönskade beteendet.
Behandlingen har i stor utsträckning slutat att användas. Anledningar till detta kan vara etiska skäl då behandlingen inte håller i längden, och för dess biverkningar, det kan ge ångest vid exempelvis alla typer av sex om man behandlas för någon sexuell avvikelse.
Under 1960-talet var det inte ovanligt att man använde elektriska stötar som obehaglig stimuli. Man behandlade till exempel matmissbruk, rökning, alkoholbegär, homosexualitet och transvestism.
Teorin man grundar behandlingen på är den om betingade reflexer av Ivan Pavlov.